# Irina Baeva
Irina Vitalevna Baeva (Moscou, 25 de outubro de 1992) é uma atriz russa.

## Biografia
Nasceu na capital russa, Moscou. Em 2012, se mudou para a Cidade do México para estudar atuação no Centro de Educação Artística (CEA) de Televisa. Sua estréia na televisão foi na telenovela Muchacha italiana viene a casarse aonde atuou ao lado de Livia Brito e José Ron.
Em 2015, participou da telenovela Pasión y poder, produção de José Alberto Castro, onde dividiu créditos junto com Jorge Salinas, Susana González e Fernando Colunga.
Em 2016, protagonizou a novela Vino el amor, ao lado de Gabriel Soto.
Em 2017, participou da telenovela Me declaro culpable, atuando ao lado de Mayrín Villanueva, Juan Soler e Juan Diego Covarrubias, o qual interpretará seu par romântico na trama.
Em 2019 interpreta sua primeira vilã na telenovela El dragón . Ao mesmo ano é confirmada como a antagonista principal da telenovela Soltero con hijas .

## Carreira

### Telenovelas
| Ano       | Título                            | Personagem                             |                       |
| --------- | --------------------------------- | -------------------------------------- | --------------------- |
| 2024      | La Historia de Juana              | Paula Fuenmayor Robledo de Rubio       | Antagonista           |
| 2023-2024 | Nadie como tú                     | Romina Ortuño Vieri                    | Principal Antagonista |
| 2022      | Amor dividido                     | Debra Puig Alatriste de Stewart        | Principal Antagonista |
| 2019-2020 | Soltero con hijas                 | Masha Simonova / Masha Robles Simonova | Principal Antagonista |
| 2019-2021 | El dragón                         | Jimena Ortiz                           | Principal Antagonista |
| 2017-2018 | Me declaro culpable               | Natalia Urzúa Monroy                   | Protagonista Juvenil  |
| 2016-2017 | Vino el amor                      | Luciana Muñoz Estrada                  | Protagonista          |
| 2015-2016 | Pasión y poder                    | Daniela Montenegro Pérez               | Antagonista           |
| 2015      | Muchacha italiana viene a casarse | Katia Ruiz                             | Coadjuvante           |

### Séries
- Nosotros los guapos (2019) - Silvia
- Renta congelada (2017) - Daniela "Danny"

### Teatro
- ¿Porqué los hombres aman a las cabronas? (2017) - Dulce

## Prêmios e Indicações

### Prêmios TVyNovelas 2016
| Ano  | Categoria                 | Telenovela     | Resultado |
| ---- | ------------------------- | -------------- | --------- |
| 2016 | Melhor revelação feminina | Pasión y poder | Indicada  |